# Abayudaya
O Abayudaya é uma comunidade no leste de Uganda perto da cidade de Mbale que pratica uma forma de judaísmo. Eles são devotos em sua prática, mantendo kashrut e observando o Shabat. Existem várias aldeias diferentes onde vivem os Abayudaya. A maioria deles é reconhecida pelos movimentos reformadores e conservadores do judaísmo. Em junho de 2016, o rabino Shlomo Riskin liderou um Beit Din que realizou uma conversão ortodoxa para a comunidade Putti de Abayudaya.